# La Reina de la Noche (relieve)

Relieve Reina de la Noche

El altorrelieve La Reina de la Noche, también llamado Relieve Burney, datado entre los años 1800-1750 a. C., fue esculpido en época del imperio paleobabilónico, bajo el reinado de Hammurabi, que se extendió por Mesopotamia en la zona de los ríos Tigris y Éufrates, actual Irak.

## Historia
La pieza procede del sur de Irak, y llegó a Inglaterra en 1924 donde permaneció en manos privadas hasta que fue adquirida por el Museo Británico en 2003.

## Simbología

Extensión del imperio paleobabilónico durante el reinado de Hammurabi, hacia 1750 a. C. Los nómadas casitas, tal vez originarios del sureste de Irán, ya se habían establecido en los montes Zagros, en el límite oriental del imperio. No tardarían en avanzar sobre él.

Representa a una mujer desnuda, con las alas hacia abajo, lo que indica que se trata de una divinidad del mundo terrenal; reposa de pie sobre las espaldas de dos leones tendidos, luce un tocado con cuernos típico de las deidades mesopotámicas, lleva en la mano una cuerda, símbolo de justicia, sus piernas finalizan en garras como las de un ave rapaz, y también la acompañan en la representación dos lechuzas. Aunque se desconoce exactamente a que divinidad representa el relieve, se manejan tres posibilidades:
- Ishtar, diosa del amor y la guerra, de la vida, del sexo, de la fertilidad, y patrona de otros temas menores conocida también con el nombre de Inanna en Sumeria, Anahita en la antigua Armenia (Urartu), Astarté en Fenicia y Canaán.

- Ereshkigal, diosa del inframundo en la mitología mesopotámica. Gobierna el inframundo junto a su consorte Nergal. Es hija de Anu y hermana de la diosa Ishtar, y era antaño una diosa celestial. Sin embargo, fue raptada por el dragón Kur y llevada al inframundo, donde pasó a ser su reina.

- Lilitu, la demonia conocida en la Torá como Lilith ya que los judíos exiliados en Babilonia llevaron a su tierra de origen la creencia en esta criatura maligna, cuyo nombre, adaptado a la fonética del hebreo como לילית (Lilith), se puso en relación con la palabra parónima hebrea ליל, lil, ‘noche’.

## Características
- Altura: 49,5 cm.
- Anchura: 37 cm.
- Espesor: 4,8 cm (max.)
- Material: terracota